# Parasite

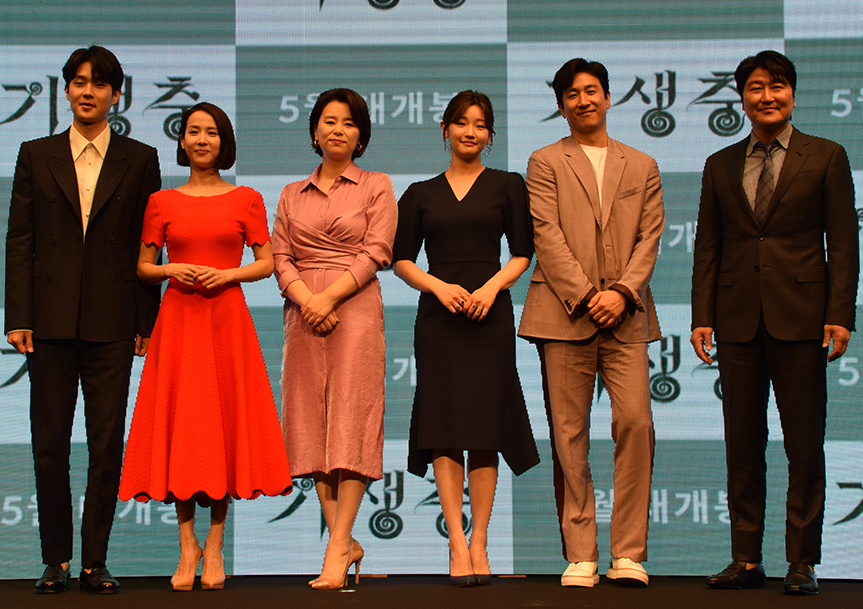
Obsada filmu

Parasite (hangul: 기생충, hancha: 寄生蟲, MOCT: Gi-saeng-chung) (pol. Pasożyt) – południowokoreańska tragikomedia z 2019 roku. Reżyserem filmu jest Bong Joon-ho, a w rolach głównych występują Song Kang-ho i Choi Woo-shik. 
Premiera filmu odbyła się 21 maja 2019 w konkursie głównym 72. Międzynarodowego Festiwalu Filmowego w Cannes, na którym otrzymał „Złotą Palmę”, główną nagrodę festiwalu. 10 lutego 2020 film otrzymał cztery nagrody na 92. ceremonii wręczenia Oscarów w kategoriach: najlepszy film, najlepszy reżyser, najlepszy film międzynarodowy i najlepszy scenariusz oryginalny.

## Opis fabuły
Historia ubogiej południowokoreańskiej rodziny, która mieszka w suterenie wielopiętrowego budynku mieszkalnego. Gdy nadarza się okazja, by otrzymać dobrze płatną pracę, żadnego z jej członków nie trzeba długo do tego namawiać. Biedacy znajdują zatrudnienie u bogatych Parków. Rodzinne gniazdo bogaczy skrywa jednak mrożącą krew w żyłach tajemnicę.

## Obsada
W filmie wystąpili m.in.:
- Song Kang-ho jako Kim Ki-taek
- Jang Hye-jin jako Kim Chung-sook
- Choi Woo-shik jako Kim Ki-woo
- Park So-dam jako Kim Ki-jeong
- Lee Sun-kyun jako Mr. Park
- Cho Yeo-jeong jako Mrs. Park
- Jung Ji-so jako Park Da-hye
- Jung Hyun-joon jako Park Da-song
- Lee Jung-eun jako Gook Moon-gwang
- Park Myung-hoon jako Geun-sae
- Park Geun-Rok jako szofer Yoon
- Jung Yi-seo jako kierownik pizzerii
- Park Seo-joon jako Min-hyuk

## Odbiór

### Box office
Budżet filmu stanowił równowartość około 11 milionów USD. W Stanach Zjednoczonych Ameryki i Kanadzie film zarobił ponad 43 mln USD. W innych krajach przychody wyniosły ponad 161 mln, a łączny przychód z biletów ponad 204 miliony USD.

### Krytyka w mediach
Film został bardzo dobrze przyjęty przez krytyków. W serwisie Rotten Tomatoes 99% z 412 recenzji zostało uznane za pozytywne, a średnia ważona ocen wystawionych na ich podstawie wyniosła 9,37/10. Na portalu Metacritic średnia ważona ocen wystawionych na podstawie 52 recenzji wyniosła 96 punktów na 100.

## Interpretacje
Głównymi tematami Parasite są konflikty klasowe, nierówności społeczne i dysproporcje majątkowe. Krytycy filmowi, jak i sam Bong Joon-ho uznali ten film za odzwierciedlenie późnego kapitalizmu, a niektórzy wiązali go z terminem „Hell Joseon” (hangul: 헬조선), satyryczną frazą, która zakłada, że życie w piekle byłoby podobne do życia we współczesnej Korei Południowej. Termin ten powstał jako reakcja na wysokie wskaźniki bezrobocia wśród młodzieży, intensywne wymagania związane z uzyskaniem wyższego wykształcenia, kryzys mieszkaniowy oraz rosnąca przepaść społeczno-ekonomiczna między bogatymi a biednymi.